# Game Over (Nuclear Assault)
Game Over è il primo album in studio del gruppo musicale thrash metal statunitense Nuclear Assault, pubblicato nel 1986.

## Tracce
1. Live, Suffer, Die – 1:03
2. Sin – 3:17
3. Cold Steel – 2:36
4. Betrayal – 2:56
5. Radiation Sickness – 2:45
6. Hang the Pope – 0:38
7. After the Holocaust – 3:38
8. Mr Softee Theme – 0:25
9. Stranded In Hell – 3:32
10. Nuclear War – 3:44
11. My America – 0:26
12. Vengeance – 2:44
13. Brain Death – 7:09

## Formazione
- John Connelly - voce, chitarra
- Anthony Bramante - chitarra
- Dan Lilker - basso
- Glenn Evans - batteria